# Canadian Pacific Railway Telegraph

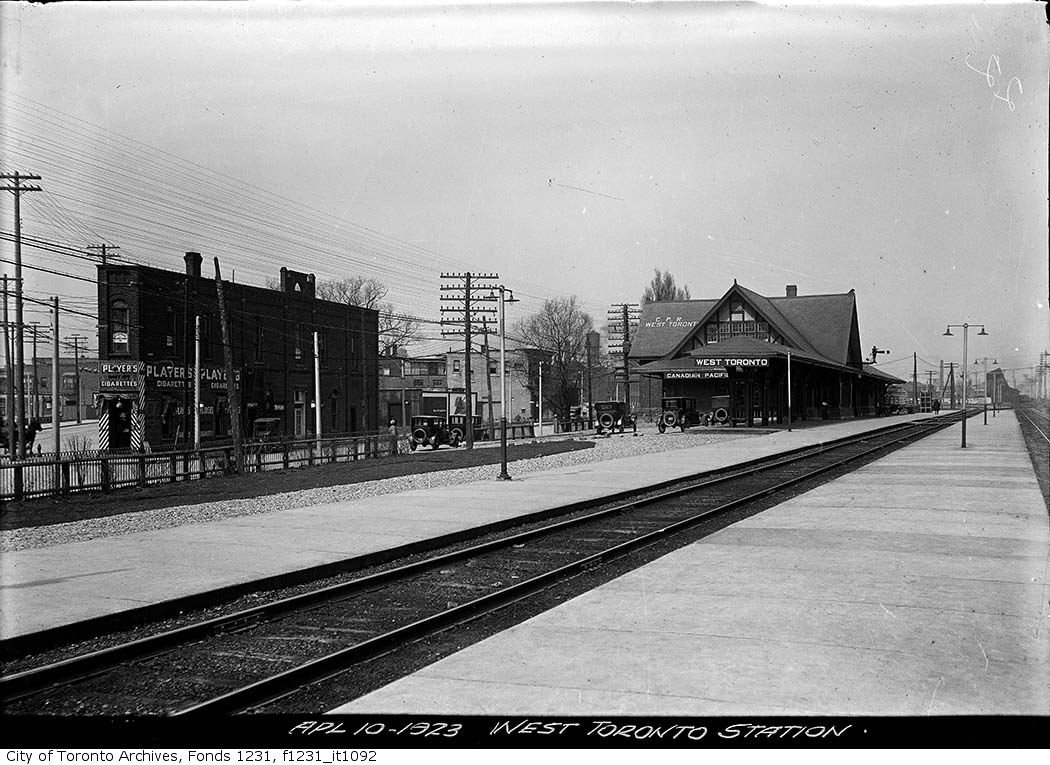
Telegrafenleitungen auf Masten entlang der Strecke am ehemaligen Bahnhof West Toronto (10. April 1923)

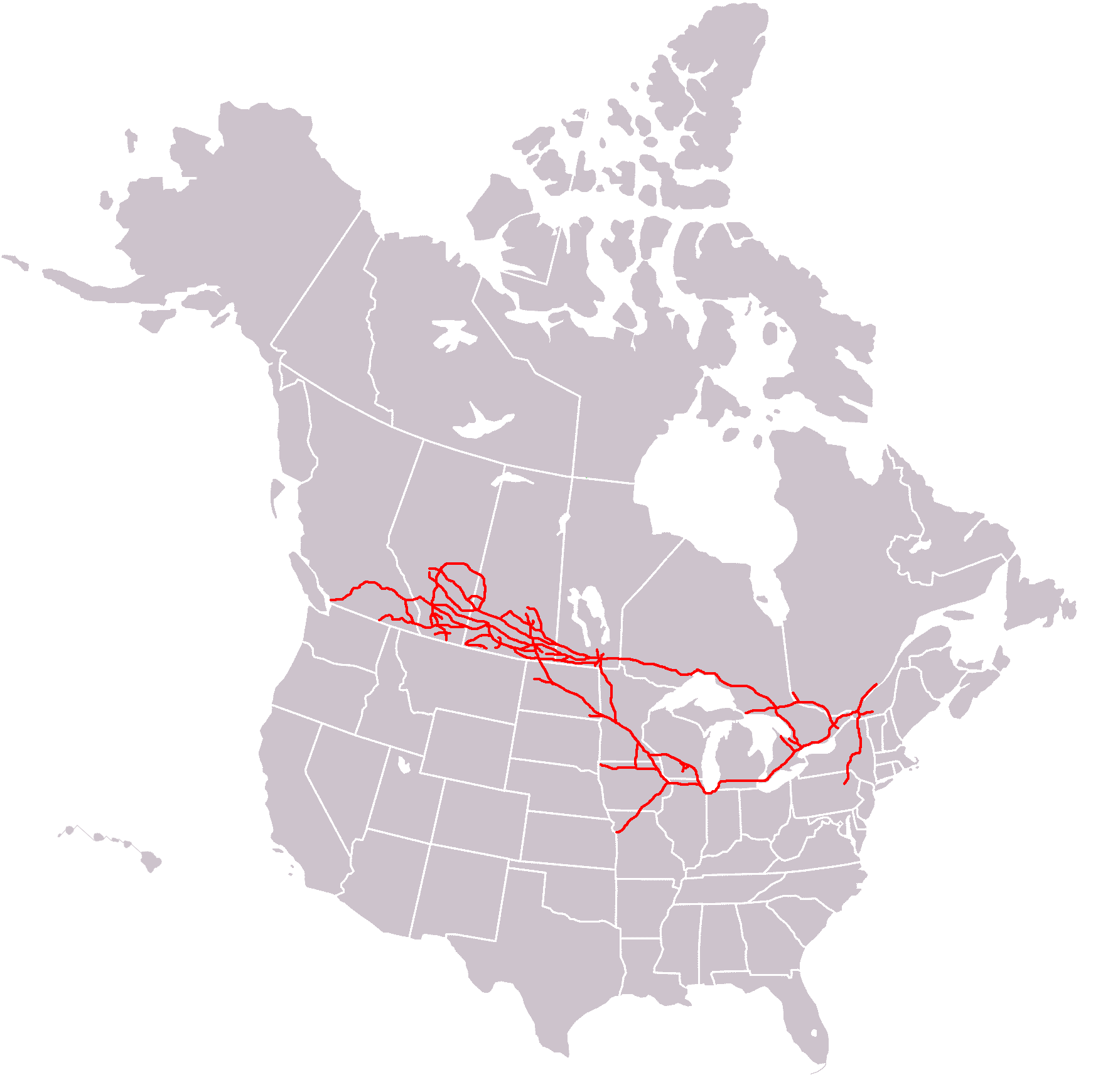
Hauptstrecken der CPR in Nordamerika

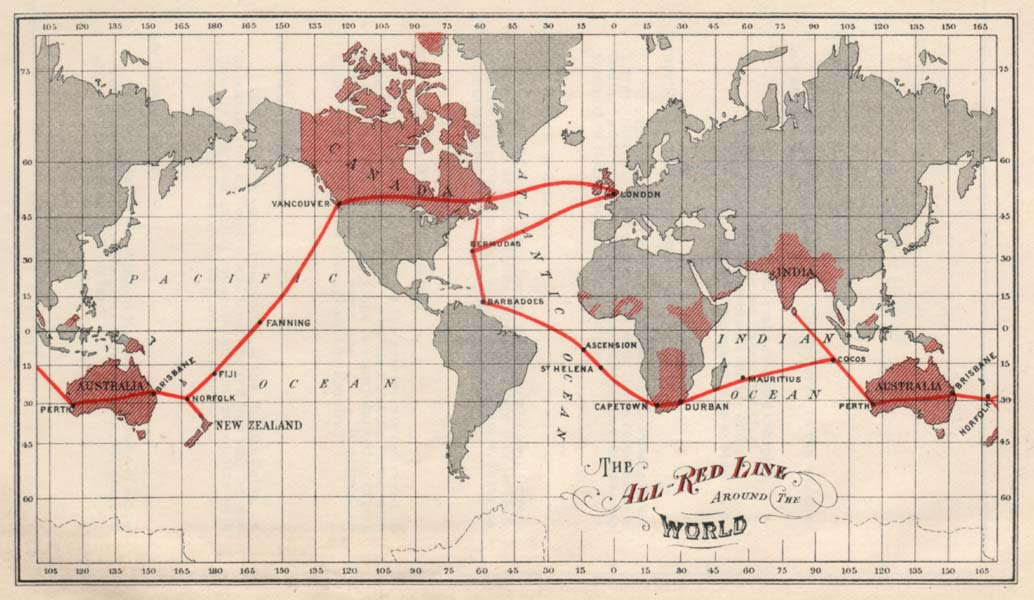
Weltumspannende Telegrafenlinien des Britischen Weltreichs (um 1903)

Canadian Pacific Railway Telegraph (CPR Telegraph), deutsch „Kanadisch-pazifischer Eisenbahn-Telegraf“, auch Canadian Pacific Telegraphs, war eine kanadische Telegrafengesellschaft. Sie betrieb Telegrafenlinien für die Canadian Pacific Railway (CPR), eine kanadische Eisenbahngesellschaft mit einem rund 22.000 km langen normalspurigen Schienennetz in Kanada und den Vereinigten Staaten.

## Geschichte
Die Technik der elektrischen Telegrafie hatte sich seit ihren Anfängen in den 1830er- und 1840er-Jahren zu einem zuverlässigen und bewährten Medium der Kommunikation über große Distanzen entwickelt. Im Jahr 1881 gewährte die CPR der Telegrafengesellschaft das Recht, entlang ihrer Eisenbahntrassen einen Telegrafendienst einzurichten und dafür Gebühren zu erheben. 
Die entlang der Eisenbahnstrecken gebauten Telegrafenlinien wurden nicht nur für betriebliche Zwecke genutzt, sondern auch für allgemeine Geschäfts- und Privat-Telegramme. Vor Errichtung der CPR‑Leitung mussten solche Nachrichten von und nach Westkanada über Leitungen in den Vereinigten Staaten gesendet werden. Dies änderte sich am 1. September 1886 nach Fertigstellung der CPR‑Linie. Erstmals konnten kommerzielle Nachrichten vom Atlantik zum Pazifik über eine rein kanadische Route verschickt werden.
Viele Jahre später, 1902, wurde ein Seekabel zwischen Bamfield, an der Westküste von Vancouver Island, und Australien quer durch den Pazifik verlegt. Im Jahr 1917, während des Ersten Weltkriegs, richtete die britische Regierung einen eigenen Kabeldienst über den Atlantik ein und pachtete CPR‑Anlagen in Halifax und Bamfield. Auf diese Weise verfügte das Britische Weltreich über eine weltumspannende Telegrafenlinie, die All Red Line (Bild).